# Tsugarustrædet
Tsugarustrædet er et stræde i Japan, som forbinder Det Japanske Hav med Stillehavet. Det løber mellem de to øer Honshu og Hokkaido, og er mellem ca. 20 og 40 km bredt. Øerne er forbundet med jernbanetunnelen, Seikantunnelen, som løber under strædet på det smalleste sted (19,5 km).
41°20′00″N 140°20′00″Ø / 41.33333°N 140.33333°Ø